# مقاطعة زيلع
مقاطعة زيلع ((بالصومالية: Degmada Saylac)‏) هي مدينة في غرب صوماليلاند. عاصمتها زيلع.

## التركيبة السكانية

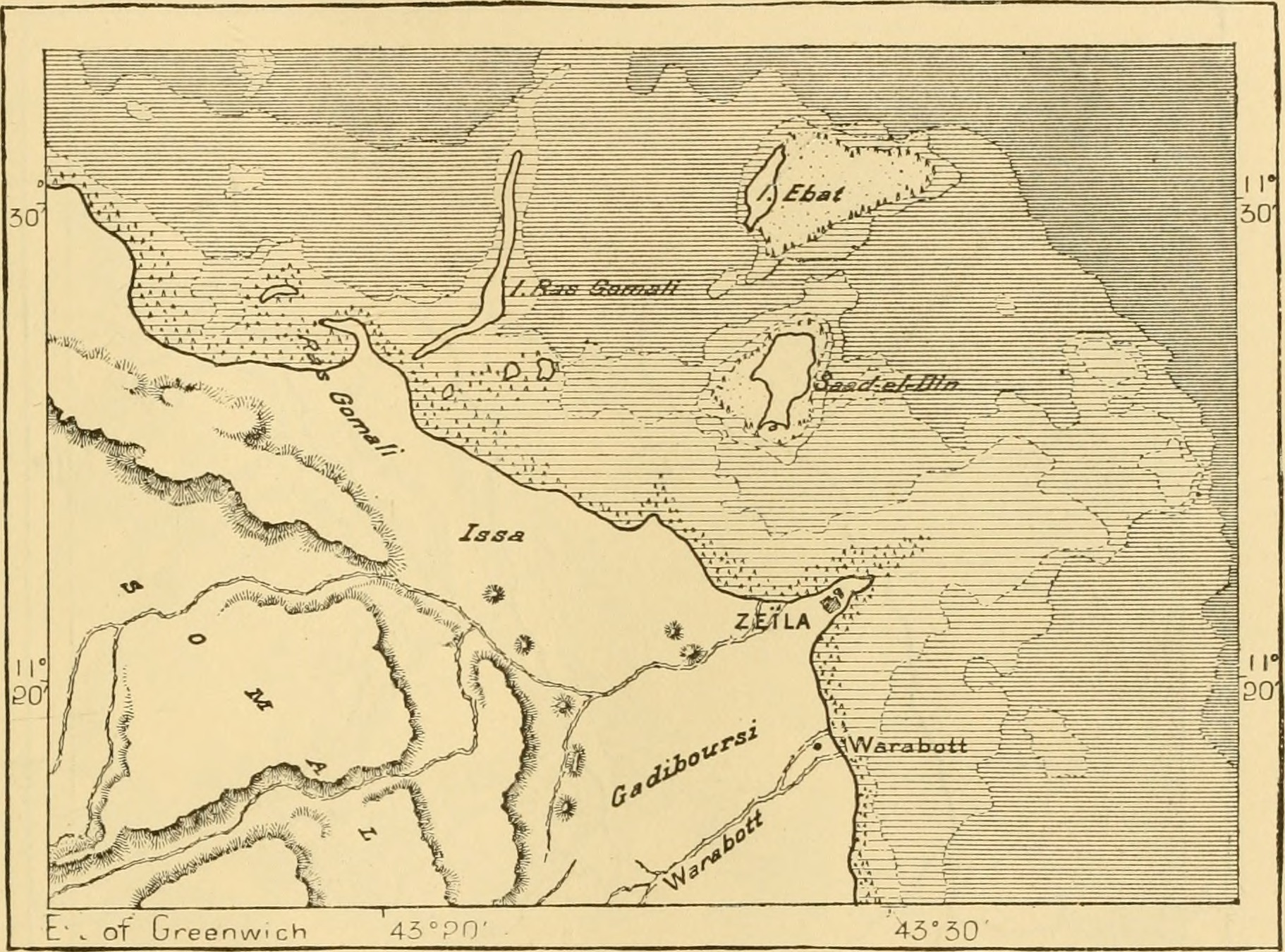
خريطة قديمة زيلا يضم Gadabuursi و عيسى بطون من دير العشائر الأسرة.

يسكنها مدينة زيلع غالبية من عرقية الصوماليين ومن عشيرة غادابوورسي من قبيلة در. كما أن قبيلة عيسى من در موجودة في مقاطعة زيلع.

يصف تيم غلاويون (2020) عشيرة التركيبة السكانية لكل مدينة زيلع ومقاطعة زيلع الأوسع: 
«ثلاثة متميزة الدوائر يمكن تمييزها على أساس طريقة الساحة الأمنية يتكون حول زيلع: أولا ، زيلع المدينة المركز الإداري ، والتي هي موطن لكثير من المؤسسات الحكومية حيث في الغالب العرقية غادابوورسي/قبيلة سَمَرُون سكان الانخراط في التجارة أو الخدمة الحكومية ؛ الثانية ، تاخوشي ، يعملون بتعدين الملح مسافة ثمانية كيلومترات إلى الغرب من زيلع، وهم خليط من العشائر ومؤسسات الدولة في توفير الأمن واثنين كبيرة من الجماعات العرقية (العيسى وغادابوورسي/سَمَرُون) تعيش جنبا إلى جنب مع بعضها البعض ، الثالث الجنوبي المناطق الريفية ، والتي هي تقريبا عالميا يسكنها عشيرة العيسى، مع طويلة, جامدة ثقافة الحكم الذاتي.»

## وصلات خارجية
الإدارية خريطة مدينة زيلا